# Ingenieurkomitee
Als Ingenieurkomitee oder Geniekomitee bezeichnet man eine historische, aus Ingenieur- und Pionieroffizieren gebildete beratende Behörde zur Aufstellung und Prüfung von Entwürfen für Festungsbauten.
In Deutschland war das Ingenieurkomitee gegen Ende des 19. Jahrhunderts dem 
Chef des Ingenieurkorps unterstellt; in Österreich war das Geniekomitee eine Abteilung des technischen Militärkomitees.